# شهزاده احمدشاه محمدزای
احمدشاه محمدزای (متولد ۱۳۱۴ وفات ۱۶ - جوزا سال ۱۴۰۳) پسر ارشد محمدظاهرشاه پادشاه سابق افغانستان  بود وی در سال ۱۳۳۳ شمسی از آکادمی نظامی افغانستان برتبه نظامی سشتوان دوم فارغ گردید. وی در زمان که ظاهرشاه به خارج از کشور سفر می‌نمود کفالت دولت افغانستان را بدوش داشت. وی مدتی ریس هلال احمر و استاد در دانشگاه پلی تکنیک کابل بود. او به دلیل مریضی و کهولت سن به سن ۸۹ سالگی در ویرجینای آمریکا در گذشت. 
احمد شاه پس از کودتا محمد داود خان به کشور آمریکا رفت و از آن پس فعالیت سیاسی نداشت.

## موخذ
- . شهزاده احمد شاه، ولیعهد پیشین افغانستان درگذشت نوشته درذ وبگاه صدای آمریکا

- . شاهزاده احمدشاه، پسر پادشاه پیشین افغانستان درگذشت نوشته شده در وبگاه افغان انترنشنل

- . شاهزاده احمدشاه، آخرین ولیعهد افغانستان در آمریکا درگذشت نوشته شده در وبگاه بی‌بی‌سی